# Miniac-sous-Bécherel
Miniac-sous-Bécherel est une commune française située dans le département d'Ille-et-Vilaine en région Bretagne, peuplée de 788 habitants.

## Géographie
Sa surface est 13,55 km2 (soit 1 355 hectares).
Son altitude minimum est de 79 m et son altitude maximum de 183 m. La mairie se trouve à 159 m.
Les villes et villages proches de Miniac-sous-Bécherel sont : Bécherel à 1,48 km, Longaulnay à 2,77 km, Cardroc à 3,16 km, La Baussaine à 4,03 km, Irodouër à 4,24 km.

### Communes limitrophes
| Bécherel, Longaulnay | La Baussaine, Longaulnay |                               |
| Saint-Pern           | Miniac-sous-Bécherel     | Cardroc                       |
|                      | Irodouër                 | Romillé, La Chapelle-Chaussée |

### Hydrographie
Pour un article plus général, voir Réseau hydrographique d'Ille-et-Vilaine.
La commune est située dans le bassin Loire-Bretagne. Elle est drainée par le Néal, le Hac et le Romoulin,,.
Le Néal, d'une longueur de 21 km, prend sa source dans la commune  et se jette  dans la Rance à Guitté, après avoir traversé sept communes. 

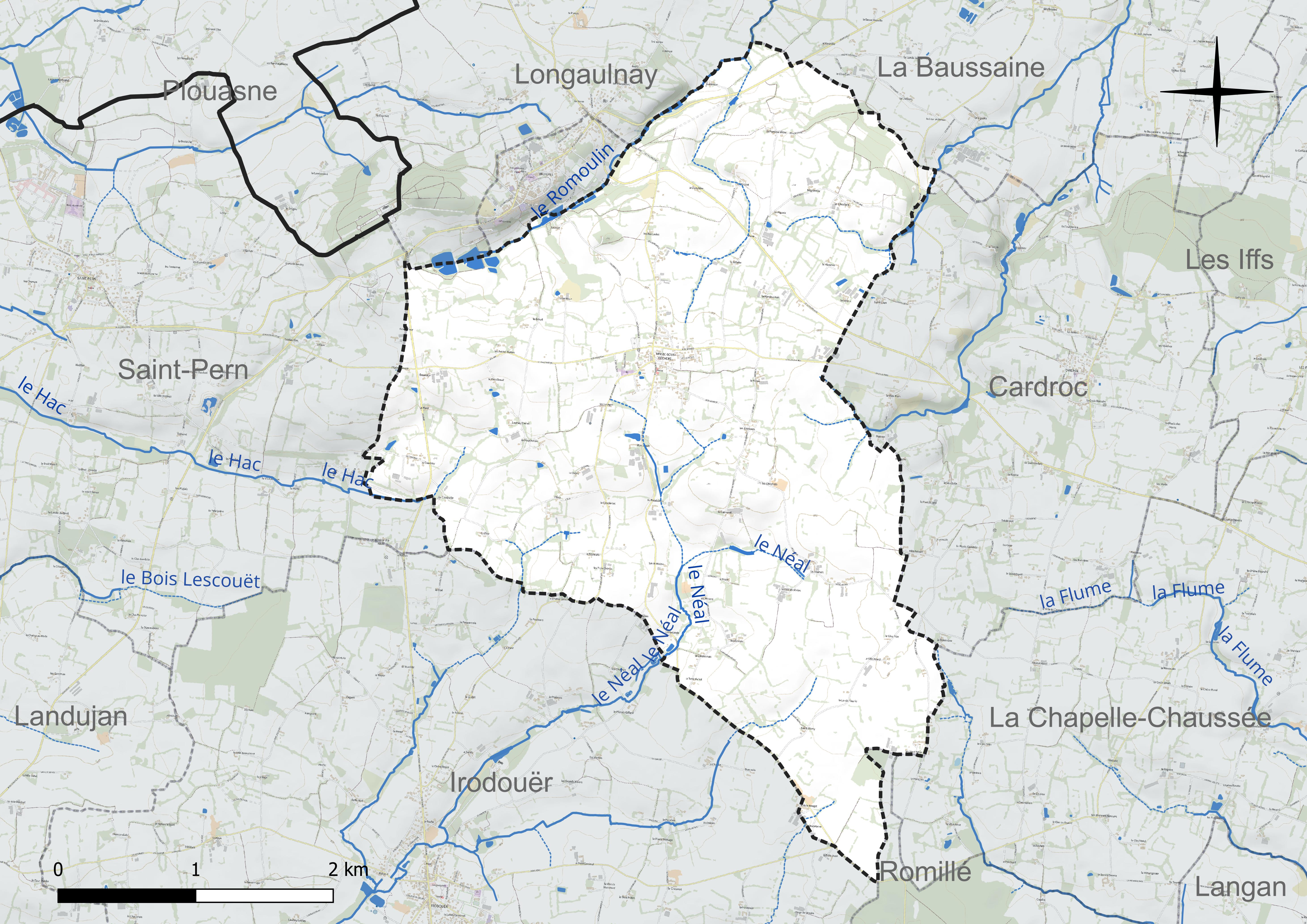
Réseau hydrographique de Miniac-sous-Bécherel.

### Climat
Pour des articles plus généraux, voir Climat de la Bretagne et Climat d'Ille-et-Vilaine.
En 2010, le climat de la commune est de type climat océanique franc, selon une étude du CNRS s'appuyant sur une série de données couvrant la période 1971-2000. En 2020, Météo-France publie une typologie des climats de la France métropolitaine dans laquelle la commune est exposée à un climat océanique et est dans la région climatique  Bretagne orientale et méridionale, Pays nantais, Vendée, caractérisée par une faible pluviométrie en été et une bonne insolation. Parallèlement l'observatoire de l'environnement en Bretagne publie en 2020 un zonage climatique de la région Bretagne, s'appuyant sur des données de Météo-France de 2009. La commune est, selon ce zonage, dans la zone « Intérieur Est », avec des hivers frais, des étés chauds et des pluies modérées.  
Pour la période 1971-2000, la température annuelle moyenne est de 10,9 °C, avec une amplitude thermique annuelle de 12,4 °C. Le cumul annuel moyen de précipitations est de 813 mm, avec 13,7 jours de précipitations en janvier et 7,3 jours en juillet. Pour la période 1991-2020, la température moyenne annuelle observée sur la station météorologique la plus proche, située sur la commune du Quiou à 9 km à vol d'oiseau, est de 11,6 °C et le cumul annuel moyen de précipitations est de 757,4 mm,. Pour l'avenir, les paramètres climatiques de la commune estimés pour 2050 selon différents scénarios d'émission de gaz à effet de serre sont consultables sur un site dédié publié par Météo-France en novembre 2022.

## Urbanisme

### Typologie
Au 1er janvier 2024, Miniac-sous-Bécherel est catégorisée bourg rural, selon la nouvelle grille communale de densité à sept niveaux définie par l'Insee en 2022.
Elle est située hors unité urbaine. Par ailleurs la commune fait partie de l'aire d'attraction de Rennes, dont elle est une commune de la couronne,. Cette aire, qui regroupe 183 communes, est catégorisée dans les aires de 700 000 habitants ou plus (hors Paris),.

### Occupation des sols
L'occupation des sols de la commune, telle qu'elle ressort de la base de données européenne d'occupation biophysique des sols Corine Land Cover (CLC), est marquée par l'importance des territoires agricoles (98,6 % en 2018), une proportion identique à celle de 1990 (98,6 %). La répartition détaillée en 2018 est la suivante : 
zones agricoles hétérogènes (64,2 %), terres arables (32,4 %), prairies (2 %), forêts (1,3 %), zones urbanisées (0,2 %). L'évolution de l'occupation des sols de la commune et de ses infrastructures peut être observée sur les différentes représentations cartographiques du territoire : la carte de Cassini (XVIIIe siècle), la carte d'état-major (1820-1866) et les cartes ou photos aériennes de l'IGN pour la période actuelle (1950 à aujourd'hui).

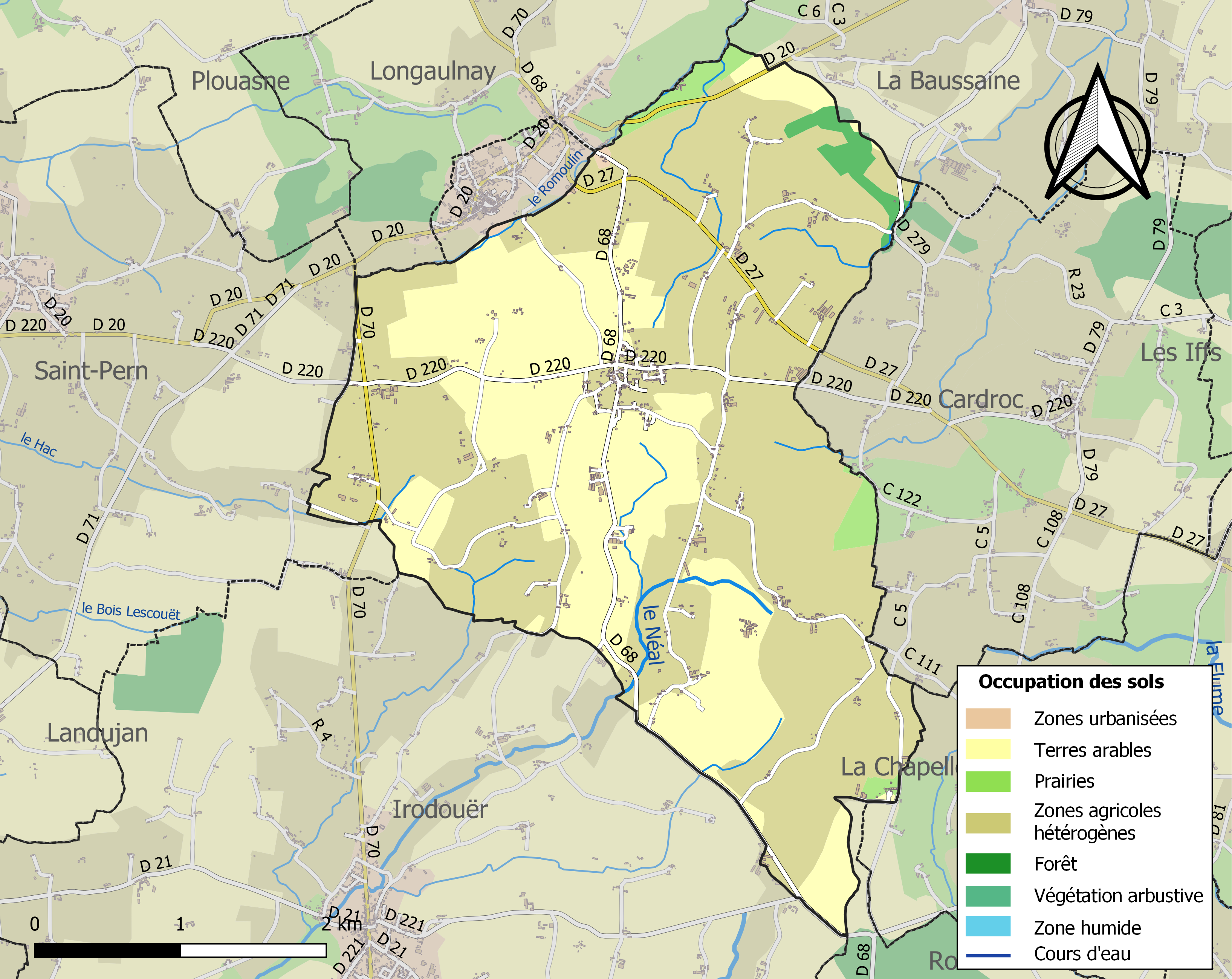
Carte des infrastructures et de l'occupation des sols de la commune en 2018 (CLC).

## Toponymie
Le nom de la localité est attesté sous les formes Ecclesia de Miniaco en 1122, Miniac en 1187, Miniacum en 1230.
Miniac-sous-Bécherel est issu du latin Minius et du suffixe gallo-romain -(i)acum,, d'origine gauloise. Cet anthroponyme est aussi donné comme gaulois et appartient à toute une série de noms gaulois bien attestés dans des inscriptions Minius, Minnius, Minicus, Minuso, etc. basés sur le thème gaulois minio-, meno- « doux ».
En gallo, le nom de la commune est Meinyac et Minieg-Begerel en breton[réf. nécessaire].

### Transport
Depuis le 1er janvier 2014, à la suite de son entrée dans Rennes Métropole, la commune est desservie par le réseau Service des transports en commun de l'agglomération rennaise (STAR) via la ligne 82.

## Histoire
L'église Saint-Pierre de Miniac pourrait d'après Erwan Vallerie, porter le nom d'un fundus gallo-romain. La commune de Miniac est traversée par la voie romaine Rennes-Dinan, au niveau du lieu-dit l'Echaussée. La paroisse de Miniac apparaît pour la première fois en 1122 et relevait de l'abbaye Saint-Melaine de Rennes.
Durant les guerres de succession de Bretagne, les environs de Bécherel étaient occupés par les Anglais dont la place forte de Bécherel. Cette occupation donna lieu à de nombreux affrontements.
La période suivante placée sous la dynastie des Montforts amena la paix et des échanges commerciaux qui favorisent la construction de nombreux manoirs par des familles roturières nouvellement enrichies et anoblies comme celle de Jehan Laevin en 1431, Georget Mysenz, et Jouban Nysenz en 1441. Il réside sur le territoire de Miniac de nombreux manoirs dans un paysage bocage : manoirs de Saint Baud, de la Croix-Courte, de Lessart et du Frêne.
Le manoir de Montifault de nos jours détruit, était le siège de la juridiction de Miniac et dépendait encore à la baronnie de Bécherel en 1770. En 1448, le manoir appartenait à Jean Pied-de-Vache, ensuite passe à la famille Urvoy en 1661 et plus tard aux Lanjamet.
Du xve au xviiie siècle, le pays de Bécherel était renommé grâce à sa prospérité liée à l'industrie toilière comme le témoignent les nombreuses maisons de marchands toiliers et manoirs, qui furent ensuite déclassés en fermes.
Une lettre patente de Jean V de 1535, confirme la tenue de foires à Miniac.
En 1590, durant la Ligue, les troupes du duc de Mercœur assiègent la ville. Plus tard durant la Révolution, la chouannerie n'épargna pas la région.
Le déclin de l'industrie toilière, à la fin du xviiie siècle, amena la population à se tourner vers les activités agricoles et artisanales.

## Politique et administration

### Rattachements administratifs et électoraux

#### Circonscriptions de rattachement
Miniac-sous-Bécherel appartient à l'arrondissement de Rennes et au canton de Montauban-de-Bretagne depuis le redécoupage cantonal de 2014. Avant cette date, elle appartenait au canton de Bécherel.
Pour l'élection des députés, la commune fait partie de la troisième circonscription d'Ille-et-Vilaine, représentée depuis février 2020 par Claudia Rouaux (PS-NUPES). Sous le Second Empire, elle appartenait à la circonscription de Saint-Malo, sous la IIIe République à la circonscription de Montfort et de 1958 à 1986 à la 1re circonscription (Rennes-Nord).

#### Intercommunalité
Les dix communes du canton de Bécherel ont créé en 1990 le Syndicat intercommunal pour le Développement du Pays de Bécherel  qui s'est transformé le 1er janvier 1994 en communauté de communes du Pays de Bécherel.
Celle-ci a été dissoute au 1er janvier 2014 et Miniac-sous-Bécherel, ainsi que Bécherel, Langan, La Chapelle-Chaussée, Romillé ont intégré Rennes Métropole,.

#### Institutions judiciaires
Sur le plan des institutions judiciaires, la commune relève du tribunal judiciaire (qui a remplacé le tribunal d'instance et le tribunal de grande instance le 1er janvier 2020), du tribunal pour enfants, du conseil de prud'hommes, du tribunal de commerce, de la cour d'appel et du tribunal administratif de Rennes et de la cour administrative d'appel de Nantes.

### Administration municipale
Le nombre d'habitants au dernier recensement étant compris entre 500 et 1 499, le nombre de membres du conseil municipal est de 15.

### Liste des maires
| Période                                  | Période           | Identité         | Étiquette | Qualité                                                  |
| ---------------------------------------- | ----------------- | ---------------- | --------- | -------------------------------------------------------- |
| Les données manquantes sont à compléter. |                   |                  |           |                                                          |
| 1792                                     | 1836              | Jean Collet      |           |                                                          |
| 1837                                     | 1843              | Gabriel Boullier |           |                                                          |
| 1844                                     | 1852              | Mathieu André    |           |                                                          |
| 1853                                     | 1872              | Joseph Guillot   |           |                                                          |
| 1873                                     | 1891              | François Grosset |           |                                                          |
| 1892                                     | 1919              | Joseph Pestel    |           |                                                          |
| 1919                                     | 1941              | Constant Gendrot | RG        | Agriculteur Conseiller général de Bécherel (1919 → 1940) |
| Les données manquantes sont à compléter. |                   |                  |           |                                                          |
| 1947                                     | mai 1953          | Alexandre Morice | SFIO      |                                                          |
| mai 1953                                 | juin 1970 (décès) | Jean Réhault     |           | Agriculteur                                              |
| 1970 (?)                                 | mars 1989         | Léon Coudray     |           | Agriculteur, maire honoraire Réélu en 1977 et 1983       |
| mars 1989                                | mars 2001         | Marcel Renais    |           | Agriculteur                                              |
| mars 2001                                | mars 2014         | Claude Pestel    | DVD       | Chirurgien-dentiste                                      |
| mars 2014                                | juin 2024 (décès) | Daniel Monnier   | DVG       | Retraité de la Gendarmerie                               |
| octobre 2024                             | En cours          | Carole Leromain  |           | Agricultrice                                             |

## Démographie
L'évolution du nombre d'habitants est connue à travers les recensements de la population effectués dans la commune depuis 1793. Pour les communes de moins de 10 000 habitants, une enquête de recensement portant sur toute la population est réalisée tous les cinq ans, les populations de référence des années intermédiaires étant quant à elles estimées par interpolation ou extrapolation. Pour la commune, le premier recensement exhaustif entrant dans le cadre du nouveau dispositif a été réalisé en 2008.
En 2022, la commune comptait 788 habitants, en évolution de +3,01 % par rapport à 2016 (Ille-et-Vilaine : +5,46 %, France hors Mayotte : +2,11 %).
| 1793  | 1800  | 1806  | 1821  | 1831  | 1836  | 1841  | 1846  | 1851  |
| ----- | ----- | ----- | ----- | ----- | ----- | ----- | ----- | ----- |
| 1 070 | 1 075 | 1 180 | 1 102 | 1 174 | 1 096 | 1 050 | 1 065 | 1 165 |

| 1856  | 1861  | 1866  | 1872  | 1876  | 1881  | 1886  | 1891  | 1896 |
| ----- | ----- | ----- | ----- | ----- | ----- | ----- | ----- | ---- |
| 1 095 | 1 081 | 1 085 | 1 047 | 1 052 | 1 002 | 1 006 | 1 013 | 981  |

| 1901 | 1906 | 1911 | 1921 | 1926 | 1931 | 1936 | 1946 | 1954 |
| ---- | ---- | ---- | ---- | ---- | ---- | ---- | ---- | ---- |
| 935  | 923  | 884  | 789  | 812  | 811  | 771  | 720  | 635  |

| 1962 | 1968 | 1975 | 1982 | 1990 | 1999 | 2006 | 2008 | 2013 |
| ---- | ---- | ---- | ---- | ---- | ---- | ---- | ---- | ---- |
| 623  | 612  | 587  | 527  | 516  | 560  | 648  | 673  | 744  |

| 2018 | 2022 | - | - | - | - | - | - | - |
| ---- | ---- | - | - | - | - | - | - | - |
| 784  | 788  | - | - | - | - | - | - | - |

## Lieux et monuments
La commune compte un monument historique :
- Les mégalithes des Roches du Diables : situés dans un bois à quelque 300 mètres du bourg, deux menhirs (un debout et un couché) attestent d'une occupation humaine depuis le Néolithique. Ils ont été classés par arrêté du 28 décembre 1960[34].

Autre monument :
- L'église paroissiale Saint-Pierre[35] : construite aux XIIe et XVIIIe siècles
- Fontaine Saint-Lunaire
- De nombreux manoirs ont été construits entre le XVIe et le XVIIIe siècle : manoir de Saint Baud dit Lostel de Saimbaut – le manoir du Verger – le manoir de Lessart.
- Statue polychrome de saint Lunaire (seconde moitié du XVIIe siècle)

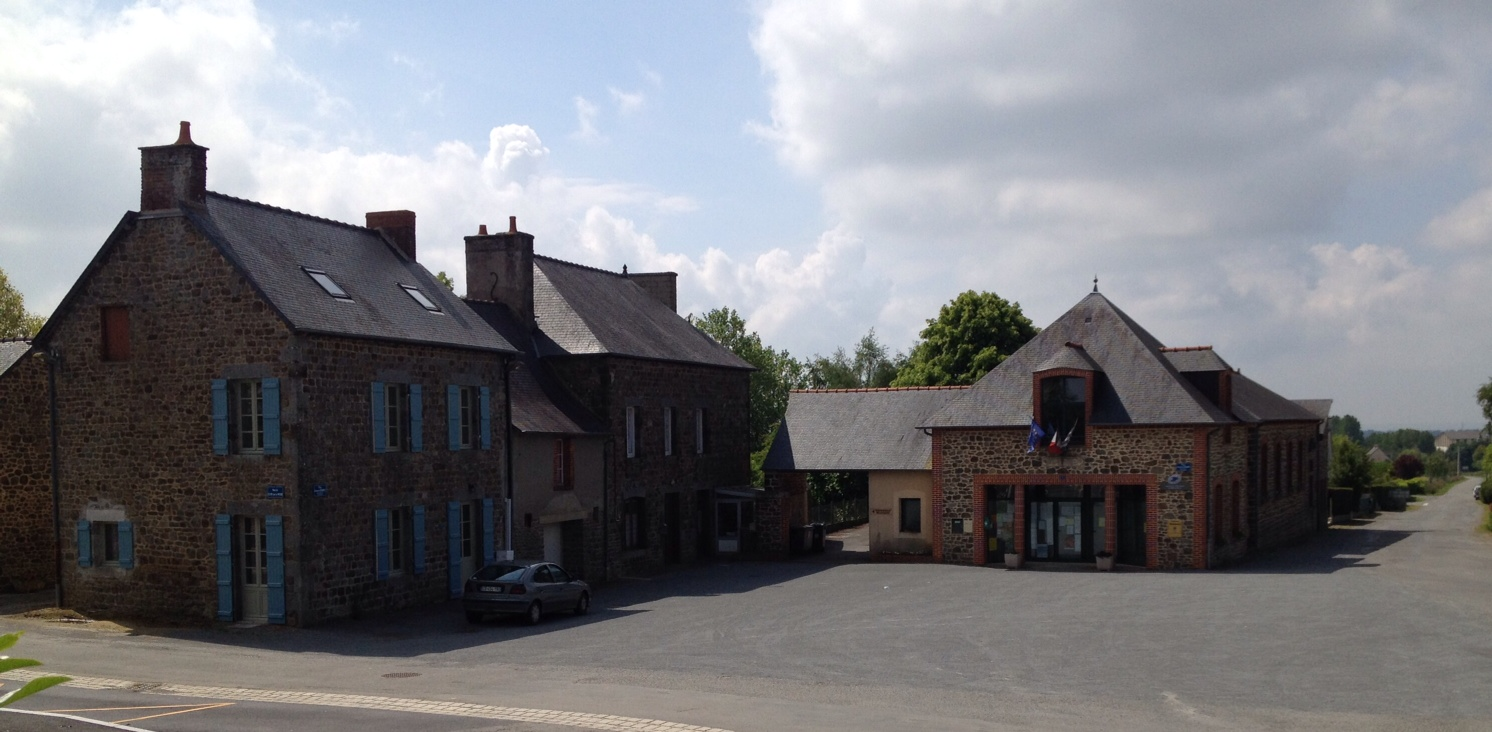
Place Constant-Gendrot

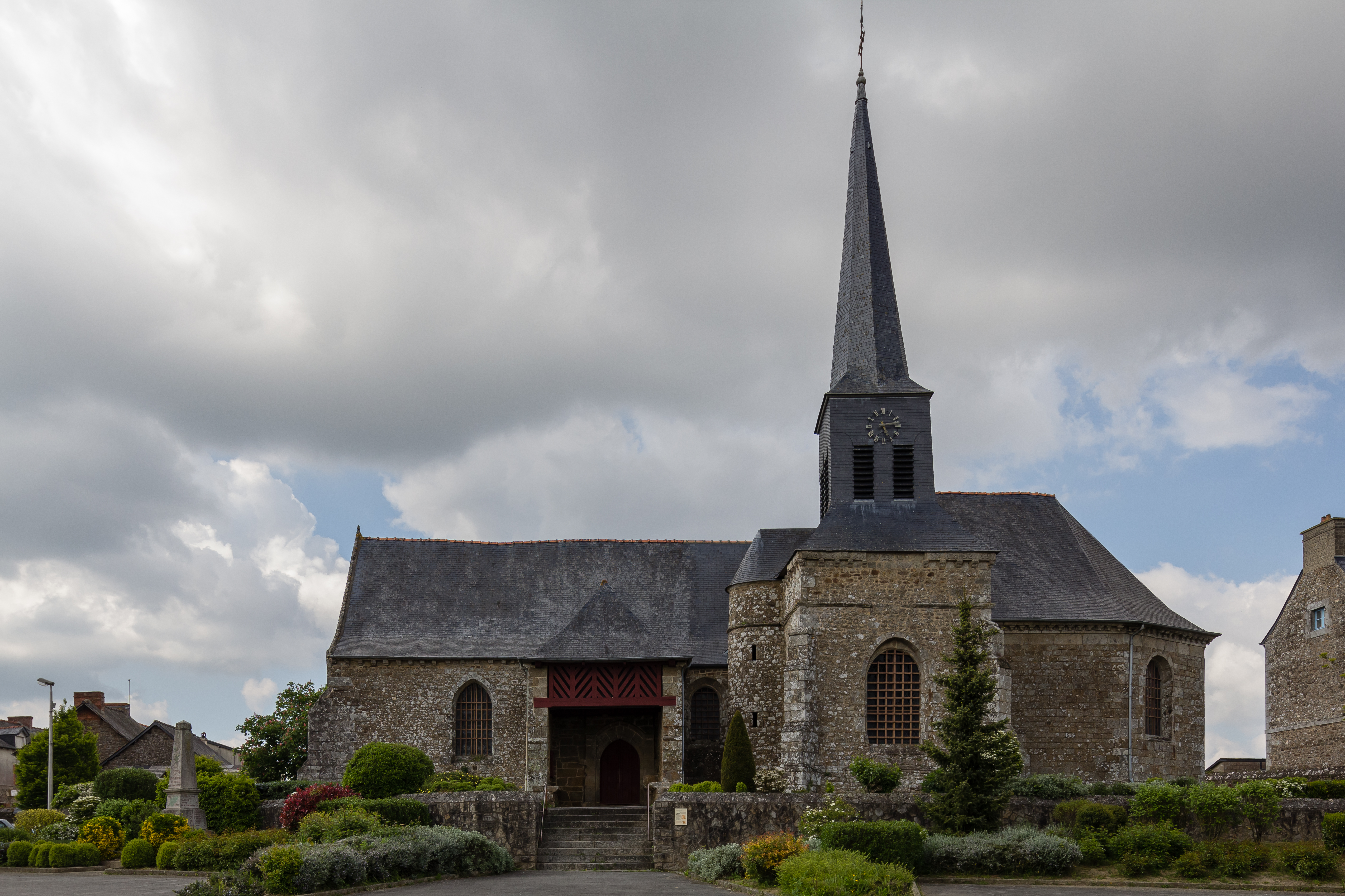
L'église Saint-Pierre.
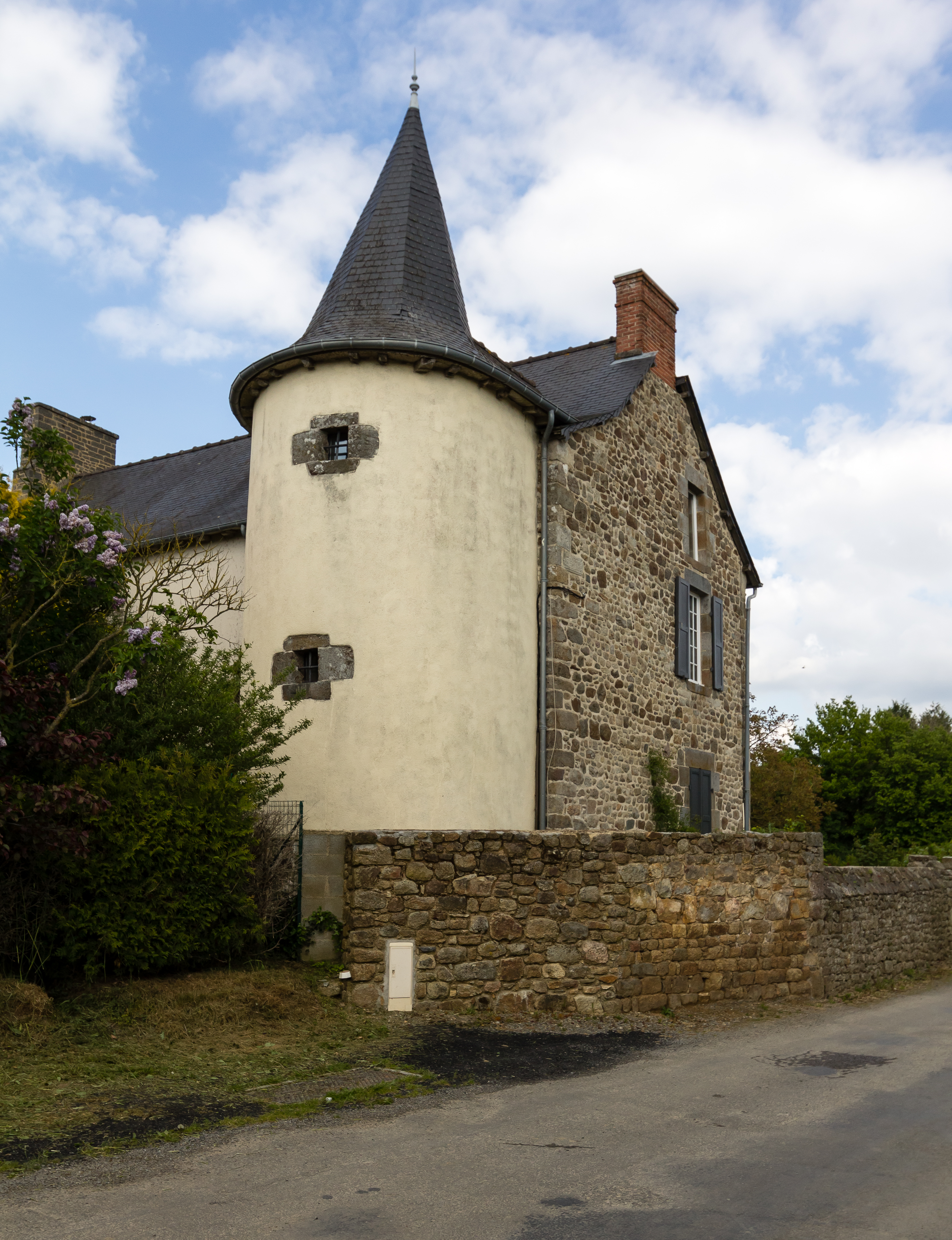
Le manoir du Verger.
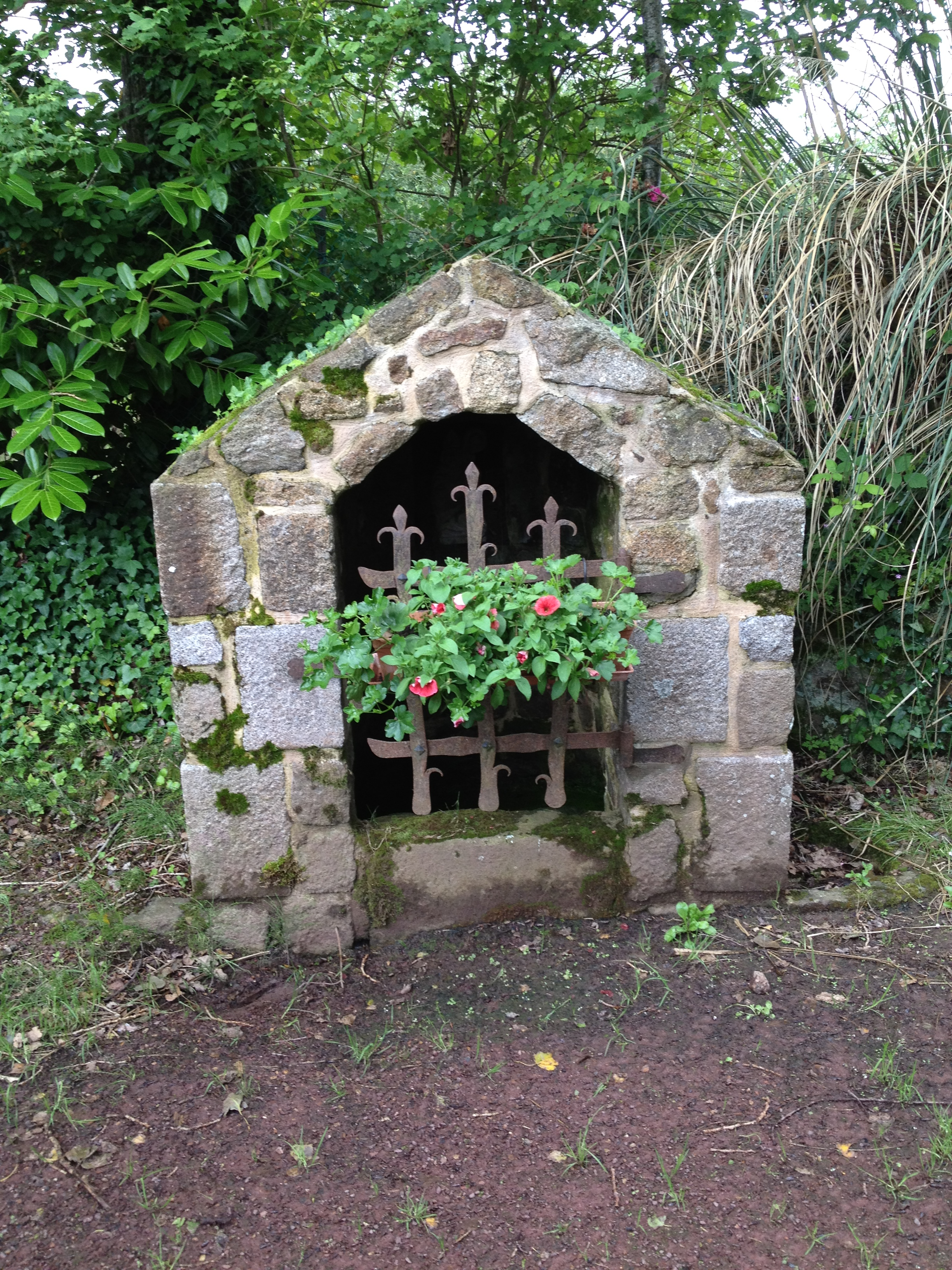
La fontaine Saint-Lunaire.
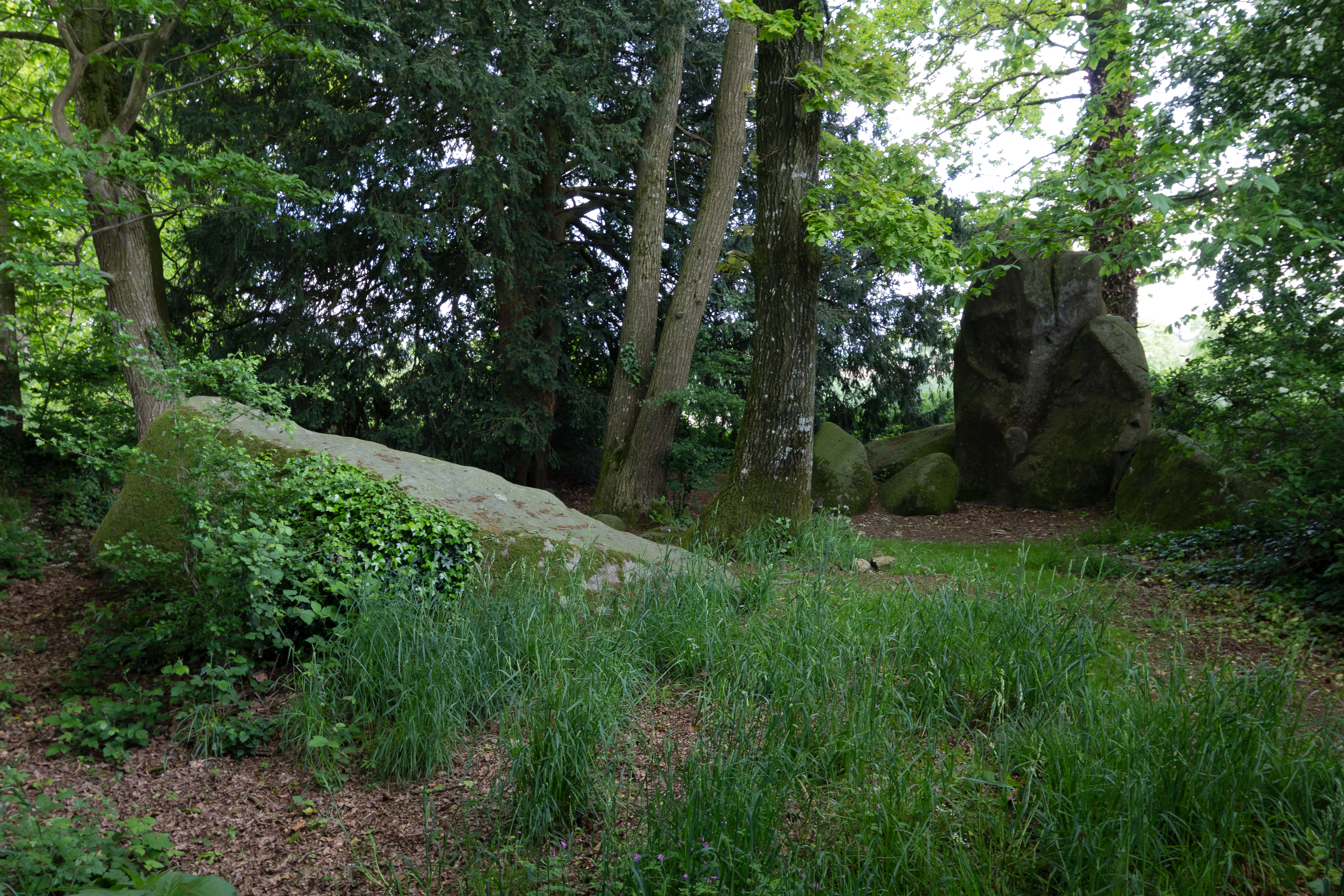
Les deux menhirs des roches du Diable.
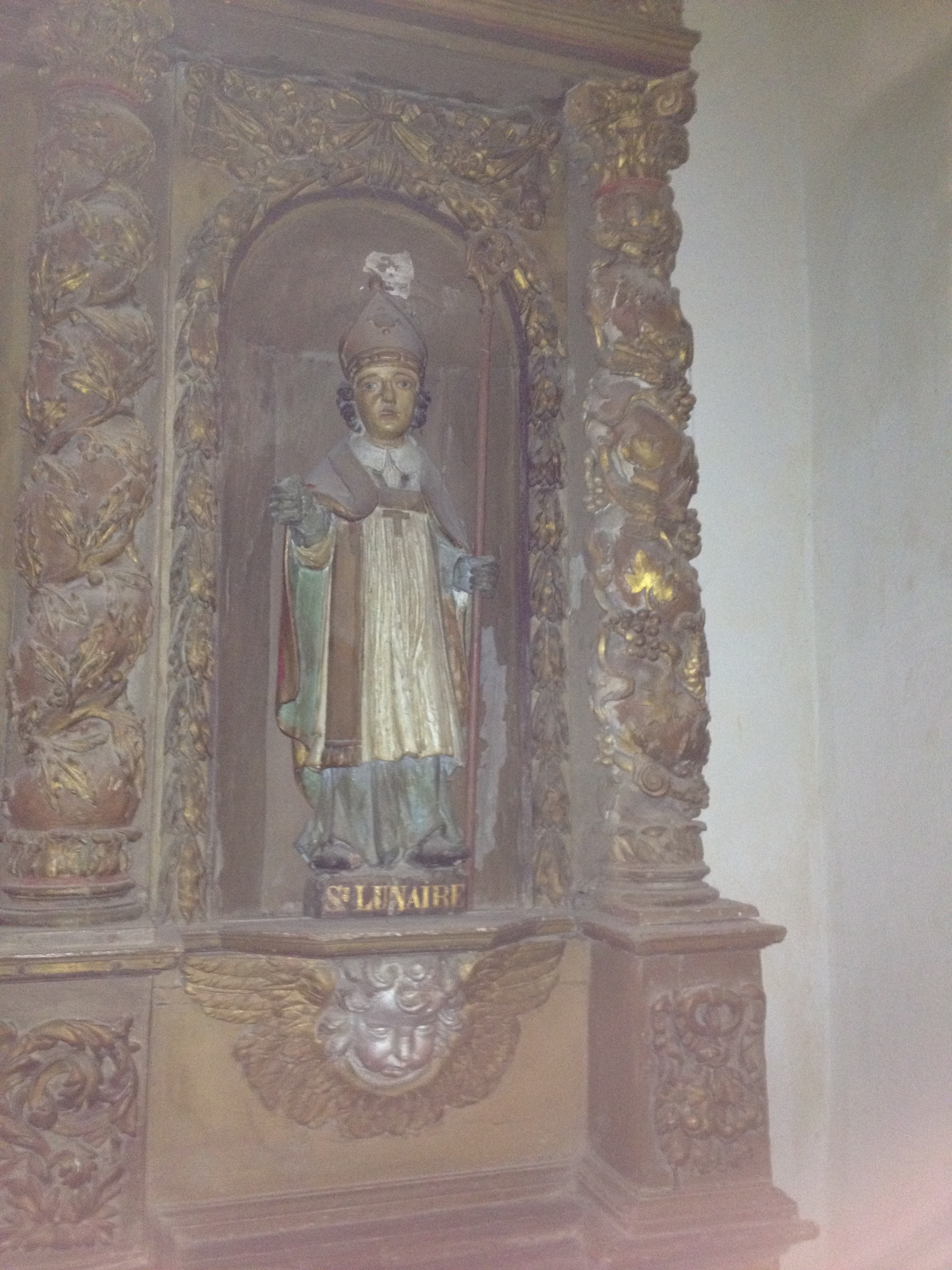
La statue de saint Lunaire.

## Personnalités liées à la commune
- Jean Prud'homme : À la fin du XVIIe siècle, un certain Jean Prud'homme, né en 1680 à Miniac-sous-Béchérel en Bretagne, se marie à Marie-Anne Morin à La Pointe-aux-Trembles, Québec (Canada) en Nouvelle France en 1706 et décède le 7 novembre 1734 à L'Assomption dans la région de Lanaudière, Québec. Il était le fils de Julien Prud'homme et de Périnne Guérin, tous deux habitaient Miniac-sous-Bécherel. Un grand nombre de Prud'homme du Canada et des États-Unis les ont comme ancêtres. Parmi eux figure Gabriel Prudhomme (1791-1831) sur la concession duquel fut fondée la ville de Kansas City dans l'état du Missouri aux États-Unis d'Amérique.
- Célestin Frin : prêtre missionnaire (Miniac-sous-Bécherel - au village des Billettes, 3 août 1831 - La Nouvelle-Orléans, 29 novembre 1916). Fils de Charles Frin -Laboureur et d'Anne Guillemer. Après deux années de théologie au grand séminaire de Rennes, il commença son noviciat le 13 novembre 1854 à Notre-Dame-de-l'Osier, où il fit son oblation le 14 novembre 1855. Il passa une année au scolasticat de Montolivet et fut ordonné prêtre, par Eugène de Mazenod, le 8 juin 1856.